# David Saul Marshall
David Saul Marshall (12 de março de 1908 - 12 de dezembro de 1995) foi um diplomata e político de Singapura. Foi líder pró-independência da Frente Trabalhista Singapuriana e venceu as primeiras eleições gerais de Singapura tornando-se o primeiro-ministro em 1955.

## Biografia
Nascido em uma família judaica ortodoxa descendentes de judeus em Singapura, foi educado na instituição de ensino Saint Andrew's School. Tornou-se interessado na política de independência desde muito jovem. Foi chamado para a Barra em 1937, depois de se formar pela Universidade de Londres e do Templo médio na Grã-Bretanha. Ele, mais tarde, se tornaria o mais bem sucedido advogado criminal em Singapura. Conhecido por sua eloquência afiada e posturas imponente, ele alegou que tinha ganho 99 absolvições de 100 casos de assassinato que ele defendeu durante o período em que Singapura usou o júri popular. Quando o líder de Singapura (e adversário político de Marshall) Lee Kuan Yew aboliu o sistema de júri em 1969, ele citou a reputação de Marshall para ilustrar sua "inadequação".
Na Segunda Guerra Mundial, com as forças japonesas avançando através da Ásia, David Marshall juntou-se ao Corpo de Voluntários de Singapura e foi feito prisioneiro após a queda de Singapura, em 1942. Marshall foi enviado para trabalhar nas minas de carvão de Hokkaido, no Japão, e sobreviveu a 26 campos de trabalho antes de ser libertado em 1945.